# Michael Kaufmann (Tänzer)
Michael Kaufmann (* 1990) ist ein in Graz lebender Profitänzer.

## Karriere
Seit dem 19. Lebensjahr widmet sich Michael Kaufmann dem Tanzen. Mit der deutschen Profitänzerin Kati Kallus bildete er ein Tanzpaar. Gemeinsam wurde er mit ihr österreichischer Meister in der Kür und mehrfacher Meister in lateinamerikanischen Tänzen. Bei zahlreichen internationalen Turnieren vertrat Michael Kaufmann Österreich in den Standard- und Lateintänzen.
Seit 2021 ist Kaufmann Teil der Tanzshow Dancing Stars, wo er mit der österreichischen Schauspielerin Margarethe Tiesel tanzte und den neunten Platz erreichte.
Michael Kaufmann lebt in Graz und ist seit 2018 der Präsident des Grazer Tanzsportclubs „UTSC Dance Unity“.